# Lamachus eques
Lamachus eques är en stekelart som först beskrevs av Hartig 1838.  Lamachus eques ingår i släktet Lamachus och familjen brokparasitsteklar. Arten är reproducerande i Sverige. Inga underarter finns listade i Catalogue of Life.